# Amor Tartufoli
Amor Tartufoli (Ascoli Piceno, 21 febbraio 1896 – 11 maggio 1963) è stato un politico italiano.

## Biografia
Imprenditore nel settore del tessile, proprietario dello "Stabilimento Bacologico Ditta Polimanti" a Milano. Esponente della Democrazia Cristiana, venne eletto senatore dalla I alla IV legislatura della Repubblica Italiana, restando in carica 1948 fino alla morte, nel maggio 1963. Al suo posto subentrò al Senato il primo dei non eletti, Giovanni Venturi.